# Kongruence
Kongruence je algebraický pojem označující ekvivalenci na algebře, která je slučitelná se všemi operacemi na této algebře (tedy například, pokud jsou tři páry prvků ekvivalentní a výsledky nějaké operace na těchto párech jsou také ekvivalentní, pak existuje pro tyto páry kongruence).

## Formální definice
Předpokládejme, že {\displaystyle (X,O_{1},O_{2},\ldots ,O_{n})\,\!} je algebraická struktura s množinou prvků {\displaystyle X\,\!} a operacemi {\displaystyle O_{1},O_{2},\ldots ,O_{n}\,\!}, operace {\displaystyle O_{i}\,\!} je {\displaystyle m_{i}\,\!}-ární.
Binární relaci {\displaystyle R\,\!} na X nazveme kongruence, pokud je to ekvivalence a pokud pro každou z vyjmenovaných operací a každé prvky {\displaystyle a_{1},a_{2},\ldots ,a_{m_{i}},b_{1},b_{2},\ldots ,b_{m_{i}}\in X} platí
{\displaystyle a_{1}\sim _{R}b_{1},a_{2}\sim _{R}b_{2},\ldots ,a_{m_{i}}\sim _{R}b_{m_{i}}\implies O_{i}(a_{1},a_{2},\ldots ,a_{m_{i}})\sim _{R}O_{i}(b_{1},b_{2},\ldots ,b_{m_{i}})\,\!}

### Příklad
Chceme ověřit, zda na grupě celých čísel je relace "{\textstyle \scriptstyle x-y} je násobkem deseti" kongruencí. Grupu je možné chápat jako strukturu s jednou operací nebo se třemi. Obě konvence jsou ekvivalentní, použijme tedy tu první: jedinou operací je sčítání (proto {\displaystyle \scriptstyle n=1}). {\displaystyle \scriptstyle O_{1}(a,b)} je jen jiný zápis pro a+b. Tato operace je binární (potřebuje dva "vstupy", takže {\displaystyle \scriptstyle m_{i}=2}).
Zvolíme-li a1 = 3, a2 = 5, b1 = 13, b2 = 45, pak podle definice kongruence musí platit 3+5 ~ 13 + 45, což platí (8 a 58 se liší o násobek deseti).
Tím jsme ověřili jen konkrétní příklad; důkaz platný pro všechny hodnoty {\displaystyle a_{i}} a {\displaystyle b_{i}} lze provést takto: Pro obě i platí {\displaystyle \scriptstyle a_{i}\sim _{R}b_{i}\,\!}, čili existují celá čísla {\displaystyle \scriptstyle k_{1},k_{2}\,\!} tak, že {\displaystyle \scriptstyle b_{i}=a_{i}+10.k_{i}}. Potom platí: {\displaystyle \scriptstyle O_{1}(a_{1},a_{2})-O_{1}(b_{1},b_{2})=a_{1}+a_{2}-(a_{1}+10.k_{1})-(a_{2}+10.k_{2})=-10.(k_{1}+k_{2})}, což je násobek deseti, takže {\displaystyle \scriptstyle O_{1}(a_{1},a_{2})\sim _{R}O_{1}(b_{1},b_{2})}

## Kongruence zbytkových tříd
Nejznámějším příkladem kongruence je rozklad množiny všech celých čísel na zbytkové třídy po dělení číslem {\displaystyle n\geq 2\,\!}, tj. relace, která je zavedena vztahem:

{\displaystyle a\equiv b{\pmod {n}}\Leftrightarrow n\mid (a-b)\,\!}

Jinými slovy: dvě čísla jsou ekvivalentní (modulo n), pokud mají stejný zbytek po dělení číslem {\displaystyle n\,\!}. Pokud je z kontextu jasné, pro které {\displaystyle n\,\!} je kongruence zapsána (nebo na {\displaystyle n\,\!} nezáleží, protože zápis je platný pro jeho libovolnou hodnotu), vynechává se konec zápisu a píše se jednoduše {\displaystyle a\equiv b\,\!}. Celý zápis se čte „a je kongruentní s b modulo n“.

### Vlastnosti kongruence modulo n
- {\displaystyle a\equiv b\land c\equiv d\implies a+c\equiv b+d\,\!}, jinými slovy: relace {\displaystyle \equiv \,\!} je kongruence vzhledem ke sčítání
- {\displaystyle a\equiv b\land c\equiv d\implies a-c\equiv b-d\,\!}, jinými slovy: relace {\displaystyle \equiv \,\!} je kongruence vzhledem k odčítání
- {\displaystyle a\equiv b\land c\equiv d\implies a*c\equiv b*d\,\!}, jinými slovy: relace {\displaystyle \equiv \,\!} je kongruence vzhledem k násobení

Je-li navíc {\displaystyle n\,\!} prvočíslo, pak navíc podle Malé Fermatovy věty:
- {\displaystyle a^{n}\equiv a{\pmod {n}}\,\!}

### Význam kongruence modulo n
Vlastnosti kongruence modulo n umožňují počítat pouze se zbytkovými třídami a výsledek pak zobecnit na všechna čísla - v takovýchto výpočtech zastupuje například číslo 3 v modulu 5 všechna čísla s ním kongruentní - 8,13,18,…, ale také -2,-7,…
Kongruenci lze při výpočtech týkajících se dělitelnosti do jisté míry používat podobně jako rovnost při úpravách algebraických výrazů nebo při řešení rovnice.

## Faktoralgebra
Je-li R kongruence, pak faktormnožině {\displaystyle X/R} může být dána přirozená struktura takto (výsledek nezávisí na volbě reprezentantů):
{\displaystyle {\hat {O_{i}}}([x_{1}]_{R},[x_{2}]_{R},\ldots ,[x_{m_{i}}]_{R})=[O_{i}(x_{1},x_{2},\ldots ,x_{m_{i}})]_{R}}
Faktormnožina s těmito operacemi se nazývá faktoralgebra a její operace se obvykle značí stejně, jako operace původní algebry (v tomto případě tedy {\displaystyle O_{i}\,\!}; v článku je však použito označení {\displaystyle {\hat {O_{i}}}} pro zdůraznění, že se nejedná o tutéž operaci).
Toto je nejběžnější způsob, jak formálně definovat okruh modulo n.

### Příklad faktoralgebry
Na okruhu celých čísel uvažujme kongruenci "x-y je sudé číslo". Faktormnožina bude mít dva prvky: množina sudých celých čísel a množina lichých celých čísel . Na této faktormnožině lze přirozeně zavést operaci {\displaystyle \scriptstyle {\hat {+}}}, která se však obvykle značí {\displaystyle \scriptstyle +}, pokud nehrozí nedorozumění. Chceme zjistit např. výsledek operace "lichá čísla {\displaystyle \scriptstyle {\hat {+}}} sudá čísla". Zvolíme tedy nějaké celé číslo {\displaystyle \scriptstyle [x_{1}]} tak, aby {\displaystyle \scriptstyle [x_{1}]_{R}} byla množina lichých čísel, tzv. reprezentanta množiny lichých čísel. Zvolme například {\displaystyle \scriptstyle x_{1}=11,x_{2}=8} . Pak výše uvedený vzorec říká: {\displaystyle \scriptstyle [x_{1}]_{R}{\hat {+}}[x_{2}]_{R}=[x_{1}+x_{2}]_{R}}
Dosazením do pravé strany dostaneme: {\displaystyle \scriptstyle [x_{1}]_{R}{\hat {+}}[x_{2}]_{R}=[x_{1}+x_{2}]_{R}=[11+8]_{R}=[19]_{R}}
Takže výsledek operace "lichá čísla {\displaystyle \scriptstyle {\hat {+}}} sudá čísla" je množina lichých čísel.
Kdybychom vybrali jiné reprezentanty, např. {\displaystyle \scriptstyle x_{1}=41,x_{2}=42}, dospěli bychom k výsledku {\displaystyle \scriptstyle [83]_{R}}, což je množina totožná s množinou {\displaystyle \scriptstyle [19]_{R}}. To je ilustrací (nikoli však důkazem), že výsledek je nezávislý na volbě reprezentantů. Kdyby nezávislý nebyl, pak by definice byla nekorektní.

### Vztah kongruence a homomorfismů
Binární relace na A je kongruencí právě tehdy, pokud je jádrem nějakého homomorfismu z A do nějaké struktury B.
Pro každý homomorfismus f z A do B platí, že jádro homomorfismu Ker f je kongruence na A. (Pojem jádro homomorfismu je někdy chápán jako podstruktura A, ale zde se držíme obecnější definice, že jde o relaci na A.) Proto každý homomorfismus definuje faktoralgebru. Podle první věty o izomorfismu je tato faktoralgebra izomorfní s oborem hodnot f.
Platí i opačný vztah: Každá kongruence R je jádrem nějakého homomorfismu. Příkladem takového homomorfismu je zobrazení {\displaystyle f(x):A\to A/R,f(x)=[x]_{R}}. V příkladě níže toto zobrazení jakémukoli lichému číslu (např. 3) přiřadí množinu všech lichých čísel a sudému číslu množinu všech sudých čísel. Nejedná se o izomorfismus, neboť zobrazení není prosté .
Příklad: Zobrazení {\displaystyle f:Z\to Z,f(n)=(-1)^{n}} přiřadí každému sudému číslu hodnotu 1 a lichému číslu -1. Jádrem tohoto zobrazení je právě výše zmíněná relace "x-y je sudé číslo". Faktoralgebra i obor hodnot jsou dvouprvkové množiny. Izomorfismus mezi nimi přiřadí množině všech sudých čísel hodnotu 1 a množině všech lichých čísel -1. Tento izomorfismus není totožný se zobrazením f, neboť jeho argumentem jsou množiny čísel, zatímco argumentem f jsou čísla.